# SN 2005js
SN 2005js – supernowa typu Ia-pec odkryta 20 października 2005 roku w galaktyce A013441-0036. W momencie odkrycia miała maksymalną jasność 20,60m.